# بورصة ناميبيا
بورصة ناميبيا أو سوق ناميبيا للأوراق المالية هي البورصة الوحيدة في ناميبيا. يقع مقرها في ويندهوك، وهي واحدة من أكبر البورصات في القارة الأفريقية.
لدى البورصة شراكة مع جيه اس أي المحدودة في جنوب أفريقيا. تفتح فقط في أيام الأسبوع، وتتداول بشكل مستمر من الساعة 9:00 إلى الساعة 17:00 (بتوقيت غرب أفريقيا)، باستثناء أيام العطل الرسمية.
تعمل البورصة بموجب ترخيص من الهيئة التنظيمية غير المصرفية في ناميبيا. يتم تنظيم البورصة بموجب قانون مراقبة البورصات (1985 و1992).

## روابط خارجية
- الموقع الرسمي
- بورصة ناميبيا
- NSE الشخصي
- عن ناميبيا